# 굘
굘(고대 노르드어: Gjǫll→소리가 길게 울려퍼지는)은 노르드 신화에서 태초의 열하나 강줄기인 엘리바가르 중 하나이다. 니플헤임의 흐베르겔미르 우물에서 발원하여 긴눙가가프로 흘러간다. 긴눙가가프에서 중간계가 창세된 이후에는 이 강줄기가 헬헤임을 지나가는데, 망자들이 사는 지하세계로 들어가기 위해서는 걀라르브루라는 다리를 통해 굘 강을 건너야 한다. 그리스 신화의 스튁스나 동양의 삼도천을 떠올리게 한다. 굘 강은 살을 엘 정도로 추우며, 물속에는 칼날이 굴러다닌다.
괴물늑대 펜리르를 묶어놓은 바위의 이름도 "굘"이다. 철자도 같다.

## 같이 보기
- 비프로스트
- 걀라르호른
- 삼도천
- 스틱스 (신화)